# Zuochan yi
Zuochan yi (chiń. upr. 坐禅仪; chiń. trad. 坐禪儀) – pierwszy tekst związany z praktyką medytacji w szkole chan. Pochodzi z połowy XII wieku.

## Historia powstania tekstu